# Colobostruma australis
Colobostruma australis är en myrart som beskrevs av Brown 1959. Colobostruma australis ingår i släktet Colobostruma och familjen myror. Inga underarter finns listade i Catalogue of Life.